# Paranthura longitelson
Paranthura longitelson là một loài chân đều trong họ Paranthuridae. Loài này được Wägele miêu tả khoa học năm 1984.